# Kaje
Die Sprache Kaje (auch kache, Jju und kajji genannt; ISO-Code ist kaj) ist eine platoide Niger-Kongo-Sprache, die von 300.000 Menschen im nigerianischen Bundesstaat Kaduna verwendet wird.
Die Volksgruppe, die diese Sprache als Muttersprache spricht, ist unter Kaje, Kajji, Kache, Jju und Baju bekannt, nennt sich aber Bajju und wohnt in Häusern in der grasbewachsenen Savanne in den vulkanischen Hügeln im Bezirk Zangon Katab.
Die Sprache ist eine Benue-Kongo-Sprache und gehört zur engeren Gruppe der Plateau-Sprachen.